# 雲南北路
云南北路是中華人民共和國上海市黄浦区一條南北走向道路，北起芝罘路，南至宁波路，全长130米，宽9.5米，道路始建於清朝同治八年（1869年），當初名為北云南路，又称云南路（北段），路名來自於雲南省。中華民国35年（1946年）更名為雲南北路。